# Paul von Aussem

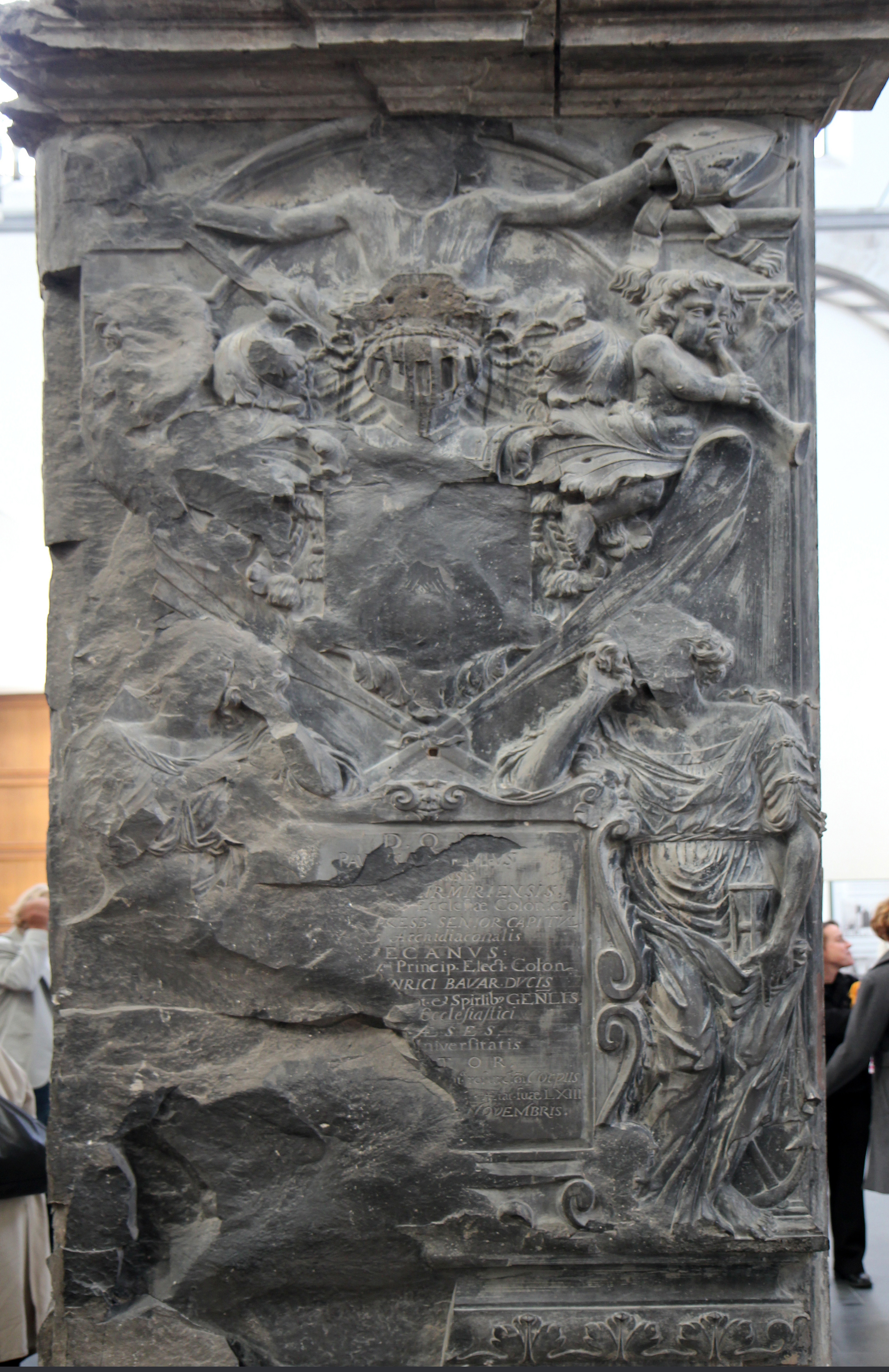
Epitaph des Paul von Aussem in der Kirche St. Kunibert, Köln

Paul von Aussem (* um 1616; † 24. November 1679) war Weihbischof und Generalvikar des Erzbischofs von Köln.
Aus einer alten Kölner Familie stammend, studierte er ab 1632 Theologie an der alten Universität Köln, wo er auch 1635 zum Lic. theol. promovierte. Seit 1636 Professor an der Kölner Artistenfakultät am Gymnasium Montanum, wurde er 1647 Stiftsdechant an St. Andreas und 1654 als Domkapitular Inhaber einer Universitätspfründe am Kölner Dom. Seit 1656 Kanoniker an der Kölner Stiftskirche St. Kunibert, arbeitete er seit 1661 an den Synodalstatuten des Erzbistums Köln und wurde im Sommer 1662 durch Erzbischof Maximilian Heinrich von Bayern zum Generalvikar ernannt. 1675 war er Rektor der Kölner Universität.  Am 19. Oktober 1676 wurde er zum Titularbischof von Almira und Weihbischof in Köln ernannt. Am 10. Januar 1677 durch den Kölner Nuntius Opizio Pallavicini geweiht, unternahm er in den folgenden Jahren zahlreiche Reisen durch die Pfarrgemeinden des Erzbistums Köln und wurde nach seinem Tode in der Kölner Stiftskirche St. Kunibert beigesetzt, wo er Stiftsdechant gewesen war.